# Gibson (Georgia)
Gibson város az USA Georgia államában. Lakosainak száma 630 fő (2020. április 1.).

## Népesség
A település népességének változása:
| Lakosok száma | 663  | 657  | 630  |
|               | 2010 | 2015 | 2020 |